# Colus herendeenii
Colus herendeenii är en snäckart som först beskrevs av Dall 1902.  Colus herendeenii ingår i släktet Colus och familjen valthornssnäckor. Inga underarter finns listade i Catalogue of Life.